# Raión de Talalaivka
Talaláyivka (en ucraniano: Талалаївський район) fue un raión o distrito de Ucrania en el óblast de Chernígov. En la reforma territorial de 2020, su territorio fue incluido en el raión de Pryluky.
Comprendía una superficie de 633 km².
La capital era el asentamiento de tipo urbano de Talaláyivka.

## Demografía
Según estimación 2010 contaba con una población total de 16583 habitantes.

## Otros datos
El código KOATUU es 7425300000. El código postal 17200 y el prefijo telefónico +380 4634.